# Варалло-Помбія
Варалло-Помбія (італ. Varallo Pombia, п'єм. Varal Pombia) — муніципалітет в Італії, у регіоні П'ємонт, провінція Новара.
Варалло-Помбія розташоване на відстані близько 530 км на північний захід від Рима, 100 км на північний схід від Турина, 25 км на північ від Новари.
Населення — 5015 осіб (2014).
Щорічний фестиваль відбувається першого вівторка після Великодня. Покровитель — Santi Vincenzo e Anastasio.

## Демографія
Населення за роками:

Станом на 1 січня 2023 року в муніципалітеті офіційно проживало 347 іноземців з 38 країн, серед них 64 громадяни країн Євросоюзу та 25 громадян України.

## Сусідні муніципалітети
- Борго-Тічино
- Кастеллетто-сопра-Тічино
- Дівіньяно
- Помбія
- Сомма-Ломбардо